# Phaonia flavitibia
Phaonia flavitibia este o specie de muște din genul Phaonia, familia Muscidae. A fost descrisă pentru prima dată de Oskar Augustus Johannsen în anul 1916. Conform Catalogue of Life specia Phaonia flavitibia nu are subspecii cunoscute.